# Ölgii Airport
Ölgii Airport är en flygplats i Mongoliet.   Den ligger i provinsen Bajan-Ölgij, i den västra delen av landet, 1 300 km väster om huvudstaden Ulaanbaatar. Ölgii Airport ligger 1 717 meter över havet.
Terrängen runt Ölgii Airport är varierad. Runt Ölgii Airport är det mycket glesbefolkat, med 2 invånare per kvadratkilometer. Närmaste större samhälle är Ölgij, 0,36 km väster om Ölgii Airport. Trakten runt Ölgii Airport består i huvudsak av gräsmarker.